# Frank Nighbor
Julius Francis "Pembroke Peach" Nighbor, kanadski profesionalni hokejist in hokejski trener, * 26. januar 1893, Pembroke, Ontario, Kanada, † 13. april 1966, Pembroke, Ontario, Kanada.
Nighbor je v svoji karieri nosil drese PCHA moštva Vancouver Millionaires in NHA moštev Toronto Blueshirts in Ottawa Hockey Club, za katerega je nastopil tudi v ligi NHL. V NHL-u je zaigral tudi za ekipo Toronto Maple Leafs. Bil je odličen obrambni napadalec, njegova sposobnost naletavanja s hrbtom ali s telesom je preprečila mnoge napade nasprotnikov. Kljub temu in kljub relativno veliko presedenim kazenskim minutam je bil znan po čisti in pošteni igri. Za svoj prispevek na ledu je postal prvi človek, ki je bil nagrajen z nagradama Hart Trophy in Lady Byng Trophy.

## Kariera
Nighbor je kariero začel v moštvu Pembroke Debaters v rodnem mestu Pembroke, Ontario. Med profesionalci je debitiral leta 1911 za moštvo Port Arthur Lake City v ligi Northern Ontario Hockey League (NOHL). V moštvo so najprej povabili Nighborjevega someščana Harryja Camerona, ki pa ni želel prestopiti k Port Arthurju brez Nighborja. V klubu so se tako odločili, da pripeljejo še Nighborja. Sprva ga niso resno jemali in je kot rezervist sedel na klopi, po poškodbah igralcev iz prve ekipe pa je Nighbor vendarle dobil priložnost in jo tudi z vso silo zgrabil. V svojem prvem nastopu je namreč natresel šest zadetkov.
Leta 1912 je prestopil v novo moštvo Toronto Blueshirts in v ligi National Hockey Association na 18 tekmah zabil 25 golov. V Torontu je igral le eno sezono, saj se je leta 1913 preselil v PCHA moštvo Vancouver Millionaires in zanj nastopal dve sezoni. Leta 1915 je z Vancouvrom tudi osvojil Stanleyjev pokal proti ekipi Ottawa Hockey Club.
Po osvojenem Stanleyjevem pokalu se je podal na vzhod in se pridružil prav Ottawi ter zanjo igral vse do leta 1930. Bil je pomemben član moštev Ottawe, ki so v 20. letih osvojila še 4 Stanleyjeve pokale - v letih 1920, 1921, 1923 in 1927. Njegova najboljša sezona kariere je bila sezona 1916/17, ko je na 19 tekmah natresel 41 zadetkov in se s tem dosežkom izenačil na vrhu strelske lestvice z Joejem Malonom.
V sezoni 1919/20 je na 23 tekmah vknjižil 26 zadetkov in 15 podaj ter temu dodal še 6 zadetkov na 5 tekmah končnice, v kateri je Ottawo popeljal do prvega Stanleyjevega pokala od vstopa v ligo NHL. Z Ottawo je osvojil Stanleyjev pokal še v sezonah 1920/21, 1922/23 in 1926/27. Kot član Ottawe se je v zgodovino vpisal tudi kot prvi prejemnik nagrade Hart Trophy za najkoristnejšega igralca lige NHL  in nagrade Lady Byng Trophy za najbolj športnega igralca lige. Nagrado Lady Byng Trophy je osvojil dvakrat, v letih 1925 in 1926.
V sezoni 1929/30 so Nighborja zamenjali v moštvo Toronto Maple Leafs. Njegov odhod je pomenil tudi začetek konca kluba Ottawa Hockey Club, ki je tri leta kasneje dokončno propadel. Pri Ottawi so v zameno za Nighborja dobili denarno vsoto in Dannyja Coxa. Nighbor je za Maple Leafse nastopil na 22 tekmah in po koncu sezone zaključil igralsko kariero.

### Slog igranja
Nighbor je bil poznan kot mojster t. i. sweep checka ali poke checka, pri katerem igralec izvede nalet na nasprotnega igralca, a si še prej s palico nastavi plošček, tako da ga nasprotniku tudi vzame in da on oziroma njegova ekipa prevzame posest ploščka po koncu naleta. Ta segment igre je bil za tedanji hokej na ledu popolna novost. Nighbor je bil prav tako zelo spreten pri obvladovanju ploščka in dober strelec. S svojim športnim duhom je navduševal in navdihnil lady Byng, da je v njegovo čast podarila pokal Lady Byng Trophy. Pokal se danes podeljuje »igralcu, za katerega odgovorni presodijo, da je prikazal največ športnega duha in gosposkega vedenja, ki ju dopolnjuje visok nivo igralnih sposobnosti.«  Lady Byng je pokal leta 1925 Nighborju kot prvemu dobitniku tudi osebno podelila. Nighbor je pokal osvojil še naslednje leto, leta 1926.

## Poznejša kariera
Nighbor je po koncu igralske kariere prevzel trenersko taktirko IHL moštev Buffalo Bisons in London Tecumsehs ter nato še ECHL moštva New York Rovers. Kasneje se je prenehal udejstvovati v hokeju na ledu in se podal v zavarovalniške vode, saj je bil partner neke zavarovalnice, ki jo je vodil vse do svoje bolezni. Leta 1947 so ga sprejeli v Hokejski hram slavnih lige NHL. S članstvom so ga nagradili tudi pri Kanadskem športnem hramu slavnih in Športnem hramu slavnih Ottawe. Leta 1998 ga je časopis The Hockey News postavil na 100. mesto seznama 100 največjih hokejistov lige NHL vseh časov.
Frank Nighbor je umrl za rakom 13. aprila 1966 v rodnem Pembroku, Ontario. V času smrti je bil star 73 let. Marca 2010 je na neki dražbi v Quebecu neznani ameriški zbiratelj odkupil Nighborjev dres iz leta 1927. Zanj je odštel 33.000 dolarjev..

## Pregled kariere
Odebeljeno - reprezentančni nastopi, glej tudi Statistika pri hokeju na ledu.
| Moštvo                 | Liga             | Sezona |    | Redni del | Redni del | Redni del | Redni del | Redni del | Redni del |   | Končnica | Končnica | Končnica | Končnica | Končnica | Končnica |
| ---------------------- | ---------------- | ------ | -- | --------- | --------- | --------- | --------- | --------- | --------- | - | -------- | -------- | -------- | -------- | -------- | -------- |
| Moštvo                 | Liga             | Sezona | OT | G         | P         | T         | +/-       | KM        | OT        | G | P        | T        | +/-      | KM       |          |          |
| Pembroke Debaters      | UOVHL            | 10/11  |    | 6         | 6         | 4         | 10        |           | 3         |   | 2        | 6        | 2        | 8        |          | 0        |
| Port Arthur Lake City  | NOHL             | 11/12  |    | 4         | 0         | 0         | 0         |           | 9         |   |          |          |          |          |          |          |
| Toronto Blueshirts     | NHA              | 12/13  |    | 19        | 25        | 0         | 25        |           | 9         |   |          |          |          |          |          |          |
| Vancouver Millionaires | PCHA             | 13/14  |    | 11        | 10        | 5         | 15        |           | 6         |   |          |          |          |          |          |          |
| Vancouver Millionaires | PCHA             | 14/15  |    | 17        | 23        | 7         | 30        |           | 12        |   |          |          |          |          |          |          |
| Vancouver Millionaires | Stanleyjev pokal | 14/15  |    |           |           |           |           |           |           |   | 3        | 4        | 6        | 10       |          | 6        |
| Ottawa Hockey Club     | NHA              | 15/16  |    | 23        | 19        | 5         | 24        |           | 26        |   |          |          |          |          |          |          |
| Ottawa Hockey Club     | NHA              | 16/17  |    | 19        | 41        | 10        | 51        |           | 24        |   | 2        | 1        | 1        | 2        |          | 6        |
| Ottawa Hockey Club     | NHL              | 17/18  |    | 10        | 11        | 8         | 19        |           | 6         |   |          |          |          |          |          |          |
| Ottawa Hockey Club     | NHL              | 18/19  |    | 18        | 19        | 9         | 28        |           | 27        |   | 2        | 0        | 2        | 2        |          | 3        |
| Ottawa Hockey Club     | NHL              | 19/20  |    | 23        | 26        | 15        | 41        |           | 18        |   |          |          |          |          |          |          |
| Ottawa Hockey Club     | Stanleyjev pokal | 19/20  |    |           |           |           |           |           |           |   | 5        | 6        | 1        | 7        |          | 2        |
| Ottawa Hockey Club     | NHL              | 20/21  |    | 24        | 19        | 10        | 29        |           | 10        |   | 2        | 1        | 3        | 4        |          | 2        |
| Ottawa Hockey Club     | Stanleyjev pokal | 20/21  |    |           |           |           |           |           |           |   | 5        | 0        | 1        | 1        |          | 0        |
| Ottawa Hockey Club     | NHL              | 21/22  |    | 20        | 8         | 10        | 18        |           | 4         |   | 2        | 2        | 1        | 3        |          | 4        |
| Ottawa Hockey Club     | NHL              | 22/23  |    | 22        | 11        | 7         | 18        |           | 14        |   | 2        | 0        | 1        | 1        |          | 0        |
| Ottawa Hockey Club     | Stanleyjev pokal | 22/23  |    |           |           |           |           |           |           |   | 6        | 1        | 1        | 2        |          | 10       |
| Ottawa Hockey Club     | NHL              | 23/24  |    | 20        | 11        | 6         | 17        |           | 16        |   | 2        | 0        | 1        | 1        |          | 0        |
| Ottawa Hockey Club     | NHL              | 24/25  |    | 26        | 5         | 5         | 10        |           | 18        |   |          |          |          |          |          |          |
| Ottawa Hockey Club     | NHL              | 25/26  |    | 35        | 12        | 13        | 25        |           | 40        |   | 2        | 0        | 0        | 0        |          | 2        |
| Ottawa Hockey Club     | NHL              | 26/27  |    | 38        | 6         | 6         | 12        |           | 26        |   | 6        | 1        | 1        | 2        |          | 0        |
| Ottawa Hockey Club     | NHL              | 27/28  |    | 42        | 8         | 5         | 13        |           | 46        |   | 2        | 0        | 0        | 0        |          | 2        |
| Ottawa Hockey Club     | NHL              | 28/29  |    | 30        | 1         | 4         | 5         |           | 22        |   |          |          |          |          |          |          |
| Ottawa Hockey Club     | NHL              | 29/30  |    | 19        | 0         | 0         | 0         |           | 0         |   |          |          |          |          |          |          |
| Toronto Maple Leafs    | NHL              | 29/30  |    | 22        | 2         | 0         | 2         |           | 2         |   |          |          |          |          |          |          |
| Ni igral               | Ni igral         | 30/31  |    |           |           |           |           |           |           |   |          |          |          |          |          |          |
| Buffalo Bisons         | IHL              | 31/32  |    | 1         | 0         | 0         | 0         |           | 0         |   |          |          |          |          |          |          |
| Skupaj                 |                  |        |    | 449       | 263       | 129       | 392       |           | 338       |   | 43       | 22       | 21       | 43       |          | 37       |